# Пашичи (Кировская область)
Пашичи — деревня в Юрьянском районе Кировской области в составе Загарского сельского поселения.

## География
Находится на расстоянии примерно 15 километров на север-северо-восток от поселка Мурыгино.

## История
Известна с 1678 года как починок Зверева Василия с 1 двором. В 1764 году учтено в ней 54 жителя. В 1873 отмечено дворов 5 и жителей 28, в 1905 7 и 46, в 1926 17 и 94, в 1950 11 и 40, в 1989 оставалось 13 постоянных жителей . Деревня ныне имеет дачный характер.

## Население
Постоянное население  составляло 4 человека (русские 100%) в 2002 году, 0 в 2010.